# Teorema de Monge

Animação do teorema de Monge, situação dentro da geometria euclidiana.

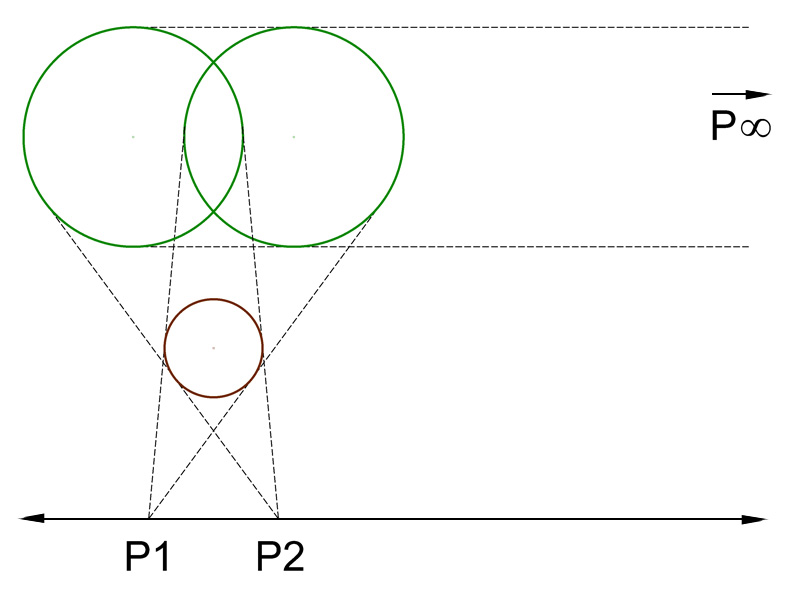
Para círculos de mesmo tamanho a terceira interseção ocorrerá no infinito (ponto impróprio), caso não euclidiano.

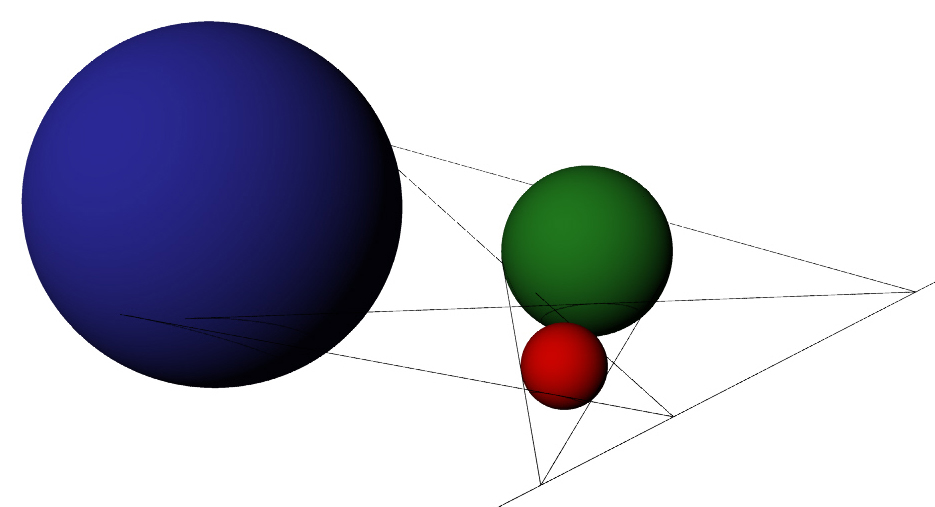
O teorema é válido no espaço tridimensional com esferas.

Na geometria, o teorema de Monge[nota 1] afirma que para quaisquer três círculos de um plano, os três pontos de interseção, de três pares de retas tangentes externas,[nota 2] serão colineares. Como condição de existência, nenhum dos círculos poderá estar situado por completo no interior de outro.

## Geometria não-euclidiana
Caso dois círculos tenham o mesmo tamanho, a terceira interseção será um ponto impróprio. O problema também pode ser resolvido através do teorema de Desargues. Para três círculos de mesmo tamanho os pontos impróprios determinam uma reta imprópria.